# Дедпул 2
Дедпул 2 (енгл. Deadpool 2) је амерички научнофантастични суперхеројски филм из 2018. године, редитеља Дејвида Лича и наставак филма Дедпул из 2016. године. Сценарио потписују Рет Рис, Пол Верник и Рајан Ренолда на основу стрипа Дедпул аутора Фабијана Ничиеце и Роба Лајфелда, док су продуценти филма Сајмон Кинберг, Рајан Ренолдс и Лорен Шулер Донер. Музику је компоновао Тајлер Бејтс. 
Насловну улогу тумачи  Рајан Ренолдс као Вејд Вилсон / Дедпул, док су у осталим улогама Џош Бролин, Морина Бакарин, Џулијан Денилсон, Зази Биц, Ти Џеј Милер, Бријана Хилдебранд, Џек Кеси, Стефан Капичић и Тери Круз, а Бред Пит, Џејмс Макавој, Николас Холт и Мет Дејмон се појављују у камео улогама. У филму, Дедпул оформљава тим како би заштитио младог мутанта од војника Кејба који је допутовао из будућности.
Планови за наставак филма Дедпул су започели пре него што је тај филм уопште реализован, а потврђени су у фебруару 2016. године. Иако је потврђено да ће се оригинални креативни тим, који су чинили Ренолдс, Рис, Верник и режисер Тим Милер, вратити за наставак, Милер је напустио пројекат у октобру 2016, због креативних разлика са Ренолдсом, а убрзо га је заменио Лајтч. Извршена је опсежна потрага за глумцем који ће тумачити улогу Кејбла, а на крају је изабран Бролин. Филм је сниман у Британској Колумбији од јуна до октобра 2017. године. Филм је посвећен каскадерки Џои Харис, која је погинула у мотоциклистичкој несрећи током снимања.
Филм је премијерно приказан 10. маја 2018. у Лондону, док је у америчким биоскопима реализован 18. маја исте године. Надмашио је у зараду свог претходника, зарадивши преко 785 милиона долара широм света, тиме поставши девети филм по заради из 2018. године, најуспешнији филм из серијала Икс-људи, као и најуспешнији филм са ознаком R, док га следеће године није престигао филм Џокер. Добио је позитивне критике од стране критичара, који су посебно похвалили хумор, глуму, причу и акционе сцене. Неки критичари су га сматрали побољшањем у односу на претходни филм, док су други критиковали филмски тон и сценарио. 
Филм прати наставак Дедпул и Вулверин из 2024. године.

## Радња
Вејд Вилсон (Рајан Ренолдс) је скоро бесмртни суперхерој Дедпул који се бори против мафије, тријада и других зликоваца. Једне ноћи, зликовци нападају Дедпула и убијају његову девојку Ванесу (Морина Бакарин) у њиховом дому. 
Шест недеља касније, Дедпул покушава да се убије али преживљава због своје бесмртности. Налази га Колосус (Стефан Капичић), који га наговори да се придружи Икс-менима. Док већина Икс-мена славе рођендан Чарлса Ксавијера, Дедпул одлази на свој први задатак са Колосусом и Нигасоничном Тинејџ Бојевом Главом (Бријана Хилдебранд). Они морају да смире младог мутанта Расела Колинса (Џулијан Денилсон) који живи у сиротишту за мутанте и жели да убије запослене који су га злостављали. Уместо да смири Расела, Дедпул убија једног од запослених, због чега Расел и Дедпул бивају послати у „Ледњачу”, затвор за мутанте у којем им бивају стављени посебни оковратници од којих губе супермоћи. 
У међувремену, из будућности долази Кејбл (Џош Бролин), киборг убица којем је зли Расел у будућности убио породицу, са намером да убије младог Расела и тиме спречи убиство своје породице. Кејбл напада „Ледњачу”, а Дедпул успева да са себе скине оковратник и поврати своју бесмртност управо пред своју смрт. Дедпул и Кејбл се боре, и Дедпул падне у залеђено језеро где има визију Ванесе. 
Сада Дедпул мора истовремено да заустави Кејбла у његовом плану да убије Расела и да се постара да Расел не постане зао. Овај подухват се додатно закомпликује када Расел ослободи бруталног Џагернаута.

## Улоге
| Глумац             | Улога                                          |
| ------------------ | ---------------------------------------------- |
| Рајан Ренолдс      | Вејд Вилсон / Дедпул                           |
| Џош Бролин         | Нејтан Самерс / Кејбл                          |
| Морина Бакарин     | Ванеса                                         |
| Џулијан Денилсон   | Расел Колинс                                   |
| Зази Биц           | Нена Турман / Домино                           |
| Ти Џеј Милер       | Џек Хамер / Визел                              |
| Бријана Хилдебранд | Ели Фимистер / Нигасонична Тинејџ Бојева Глава |
| Џек Кеси           | Том Касиди                                     |
| Стефан Капичић     | Петар Николајевич / Колосус                    |
| Шиоли Кутсуна      | Јукио                                          |
| Лесли Угамс        | Слепа Ал                                       |
| Каран Сонди        | Допиндер                                       |
| Тери Круз          | Бедлам                                         |
| Бил Скарсгорд      | Цајтгајст                                      |
| Роб Делани         | Питер                                          |
| Луис Тан           | Шатерстар                                      |
| Бред Пит           | Ванишер                                        |
| Еди Марсан         | директор сиротишта                             |
| Џејмс Макавој      | Чарлс Ксавијер / Професор Икс                  |
| Николас Холт       | Хенк Макој / Звер                              |
| Александра Шип     | Ороро Мунро / Сторм                            |
| Еван Питерс        | Питер Максимов / Квиксилвер                    |
| Мет Дејмон         | Дики Гринлиф                                   |